# Yoshihiro Nakano
Yoshihiro Nakano (中野 嘉大?, Nakano Yoshihiro; Akune, 24 febbraio 1993) è un calciatore giapponese, centrocampista dello Yokohama FC.